# Гейм-Крик (Аляска)
Гейм-Крик (англ. Game Creek) —  статистически обособленная местность (англ. Census-designated place (CDP)) на острове Чичагова в зоне переписи населения  Хуна-Ангун, штат Аляска, США. По данным переписи 2010 года, население Гейм-Крик составляет 18 человек.

## География
Гейм-Крик расположен в северной части острова Чичагова. Он расположен к юго-западу от другой статистически обособленной местности — Уайтстоун-Логгинг-Камп и города Хуна. На северо-западе Гейм-Крик граничит с Порт-Фредерик. Высшая точка Гейм-Крик расположена на высоте 840 метров.
По данным Бюро переписи населения США, площадь статистически обособленной местности — 15,42 км², из которых 15,26 — земля, а 0,16 км² (1,03%) — водная поверхность.

## Демография
По данным переписи 2000 года, в статистически обособленной местности проживало 35 человек (в том числе 10 семей из которых семь постоянно проживали в населённом пункте). Плотность населения — 2,8 чел./км². Всего было зарегистрировано 10 жилых домов.
Из десяти семей 40 % имели детей в возрасте до 18 лет, проживающих с ними, 50 % — супружеские пары, проживающие вместе, в 10 % семей женщины проживали без мужей, 30 % не имели семей.
25,7 % населения статистически обособленной местности — дети, в возрасте до 18 лет, 11,4 % в возрасте от 18 до 24 лет, 28,6 % — от 25 до 44 лет, 22,9 % — от 45 до 64 лет, старше 65 лет всего 11,4 % населения; средний возраст составил 36 лет. На каждые 100 женщин приходилось 133,3 мужчин.
Средний доход на одно домашнее хозяйство в статистически обособленной местности составил $30 833, средний доход на одну семью — $19 688. Средний доход мужчин — $7083. Доход на душу населения в статистически обособленной местности составил $11 221.